# Lipatephia illegitima
Lipatephia illegitima är en fjärilsart som beskrevs av Hans Daniel Johan Wallengren 1875. Lipatephia illegitima ingår i släktet Lipatephia och familjen nattflyn. Inga underarter finns listade i Catalogue of Life.